# 1793 în literatură
Anul 1793 în literatură a implicat o serie de evenimente și cărți noi semnificative.  

## Cărți noi
- Charlotte Turner Smith
  - The Old Manor House
  - The Emigrants
- Johann Heinrich Daniel Zschokke - Abällino, der grosse Bandit